# Ontslag (arbeid)

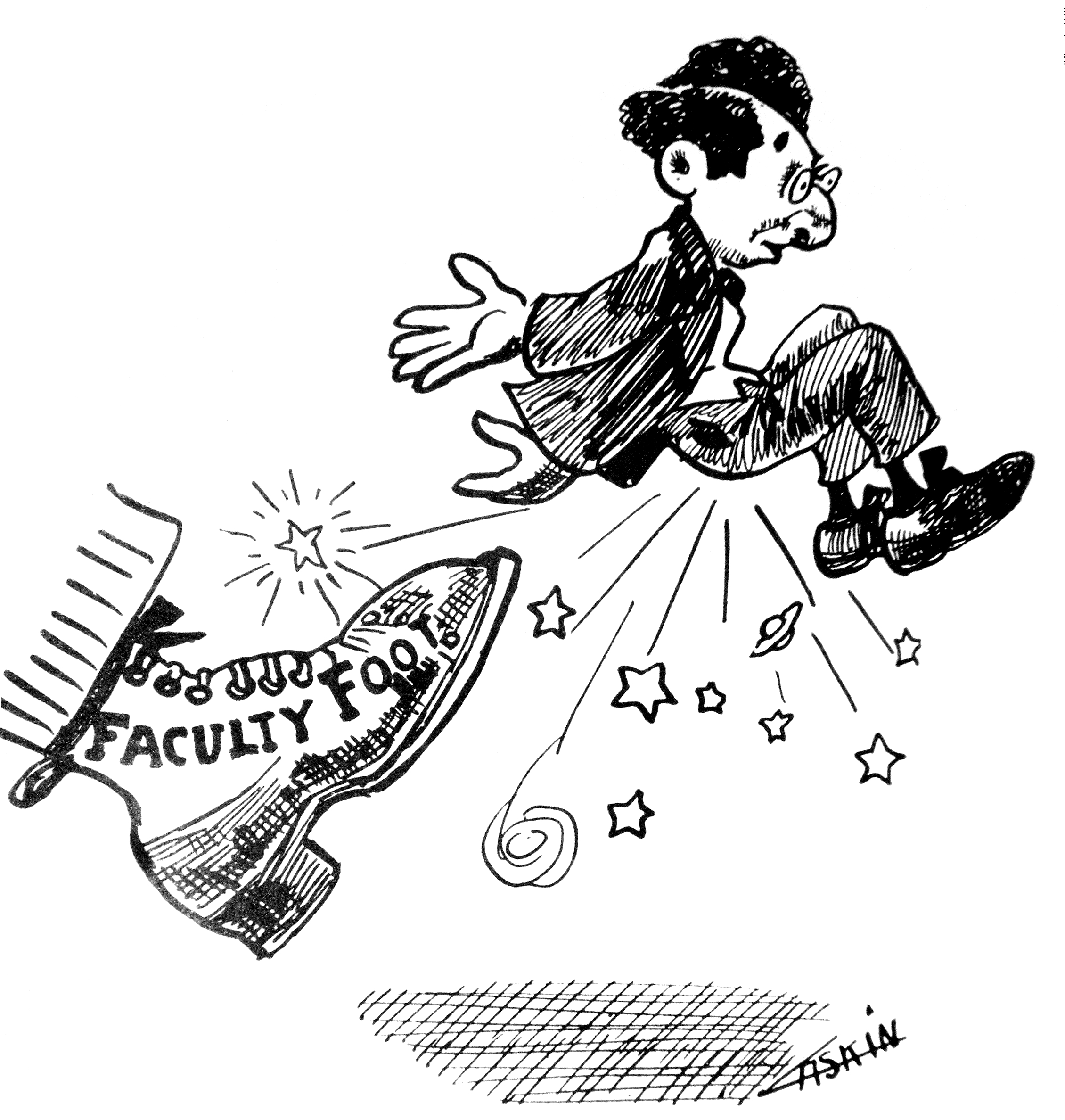
Een karikatuur uit 1909 van iemand die ontslag krijgt

Ontslag is het beëindigen van een arbeidsovereenkomst. Een werknemer kan zelf ontslag nemen, of een werkgever kan een werknemer ontslaan. 
Het arbeidsrecht en het ontslagrecht verschillen sterk per land. In diverse landen, zoals Nederland en België, gelden strenge regels voor het ontslaan van werknemers door de werkgever, die gezamenlijk worden aangeduid als het ontslagrecht. In andere landen gelden minder strenge regels voor het ontslaan van werknemers door de werkgever. In verschillende staten binnen de Verenigde Staten kent men bijvoorbeeld employment at will. 
Het ontslagrecht is, net als overige onderdelen van het arbeidsrecht, met name ontstaan tegen de achtergrond van de juridische en economische afhankelijkheidsrelatie van de werknemer ten opzichte van de werkgever. Een werknemer is immers vaak voor zijn bestaansonderhoud afhankelijk van de werkgever, waardoor de financiële gevolgen van het verliezen van zijn baan sterk ingrijpen in zijn privésituatie. Het tegengaan van deze economische ongelijkheid tussen werkgever en werknemer wordt ook wel ongelijkheidscompensatie genoemd.
Er bestaan wereldwijd vele verschillende beschermende bepalingen in het ontslagrecht, maar veel voorkomende elementen zijn opzegtermijnen, ontslagvergoedingen, het vereisen van een ontslaggrond, verboden op discriminatie en ontslagverboden tijdens (bijvoorbeeld) ziekte of zwangerschap. 
In veel landen worden rechtszaken met betrekking tot ontslag ondergebracht bij een gespecialiseerde rechter, zoals de kantonrechter in Nederland.

## België
België is het enige land in Europa waar een werkgever het ontslag van een werknemer niet hoeft te motiveren, wat in tegenspraak is met de rechten die de werknemer kreeg toegewezen in het Verdrag van Lissabon. Dit is veranderd in 2014. Wel kan de werknemer de beslissing aanvechten bij de arbeidsrechtbank, hij moet dan zelf de schending van de arbeidswetgeving aantonen.
In België wordt een onderscheid gemaakt in de procedure voor arbeiders en bedienden.
Daarnaast bestaan er drie verschillende procedures.
- Afloop van de termijn of voltooiing van het overeengekomen werk
- Ontslag op basis van eenzijdige opzegging
- Ontslag om dringende reden
- Ontslag op staande voet

### Procedure
- Verplichte vermelding: deze moet schriftelijk aan de werknemer overgemaakt worden door middel van een aangetekend schrijven of gerechtsdeurwaardersexploot en moet steeds de ingangsdatum en duur van de opzeggingstermijn vermelden.

- Opzegtermijn: de algemene regel luidt dat de duur van opzeggingstermijn varieert naargelang de anciënniteit van de werknemer.
  - Arbeiders
    - Wanneer de anciënniteit minder is dan 20 jaar bedraagt deze 28 dagen (4 weken).
    - Bij een anciënniteit van meer dan 20 jaar bedraagt deze 56 dagen (8 weken).

  - Arbeiders die vallen onder collectieve arbeidsovereenkomst (cao) nr. 75
    - Minder dan 6 maanden: 28 dagen
    - 6 maanden tot 5 jaar: 35 dagen
    - 5 tot 10 jaar: 42 dagen
    - 10 tot 15 jaar: 56 dagen
    - 15 tot 20 jaar: 84 dagen
    - Meer dan 20 jaar: 112 dagen

  - Bedienden[bron?]
    - Minder dan 5 jaar: 3 maanden
    - 5 tot 10 jaar: 6 maanden
    - 10 tot 15 jaar: 9 maanden
    - 15 tot 20 jaar: 12 maanden
    - 20 tot 25 jaar: 15 maanden
    - 20 tot 30 jaar: 18 maanden

- Afgifte van sociale documenten
  - Getuigschrift van tewerkstelling: hierop moet steeds de begin- en einddatum vermeld staan van de arbeidsovereenkomst en de aard van de verrichte arbeid;
  - Afrekening van de laatste betalingen;
  - Individuele rekening van het lopende jaar (binnen 2 maanden na het einde van het trimester gedurende welke de arbeidsovereenkomst beëindigd werd);
  - Werkloosheidsattest (C4);
  - Belastingsfiche 281.10;
  - Vakantieattest (enkel voor de bediende).

### Discriminatie tussen arbeiders en bedienden
In het arrest van 7 juli 2011 stelde het Grondwettelijk Hof dat het verschil in behandeling tussen arbeiders en werknemers op het vlak van opzeggingstermijnen en de carensdag in strijd is met het gelijkheidsbeginsel (art. 10 Grondwet).
De wetgever heeft deze discriminatie weggewerkt via het eenheidsstatuut. De wet van 26 december 2013 betreffende de invoering van een eenheidsstatuut tussen arbeiders en bedienden inzake de opzeggingstermijnen en de carenzdag en begeleidende maatregelen werd gepubliceerd in het Belgisch Staatsblad van 31 december 2013 en trad op 1 januari 2014 in werking.
Verder bereikten de sociale partners op 10 februari 2014 een akkoord over ontslagmotivering en de gelijkschakeling van pensioenen tussen arbeiders en bedienden. Ze voorzien tegen 1 januari 2015 een akkoord te bereiken over het vakantiegeld en de samenstelling van de paritaire comités.

### Motivering ontslag
Op 12 februari 2014 sloten de sociale partners binnen de Nationale Arbeidsraad (NAR) de collectieve arbeidsovereenkomst 109 over de motivering van ontslag. Met ingang van 1 april 2014 wordt een werkgever verplicht het ontslag van een medewerker te motiveren, als die laatste hierom vraagt. In geval van onrechtmatig ontslag kan de werknemer naar de rechter stappen. Die kan de werkgever die een werknemer onrechtmatig ontslaat veroordelen tot betaling van 3 tot 17 weken loon.

## Nederland
Het Nederlandse ontslagrecht is redelijk uniek in Europa (en mogelijk zelfs de wereld) en is grotendeels opgenomen in Boek 7 (Bijzondere Overeenkomsten), Titel 10 (Arbeidsovereenkomst), Afdeling 9 (Ontslagrecht) van het Burgerlijk Wetboek. Het kent vier wijzen waarop de arbeidsovereenkomst kan eindigen. De eerste en meest voorkomende wijze van beëindiging is de beëindiging met wederzijds goedvinden. De tweede wijze waarop de arbeidsovereenkomst kan eindigen is van rechtswege (door het verstrijken van de duur van de overeenkomst of door middel van een ontbindende voorwaarde). De overige wijzen van beëindiging zijn opzegging en ontbinding van de arbeidsovereenkomst.
In veel gevallen moet een werkgever voldoen aan juridische voorwaarden voor het geven van ontslag. Deze regels bestaan met name omdat de werknemer doorgaans in een juridische en economische afhankelijkheidsrelatie staat tot de werkgever. Een werknemer is immers vaak voor zijn bestaansonderhoud afhankelijk van de werkgever, waardoor de financiële gevolgen van ontslag ingrijpen in zijn privésituatie. Daarom heeft de wetgever, vanuit de gedachte van ongelijkheidscompensatie, de werknemer ontslagbescherming geboden.
Deze bescherming van de werknemer is in het Nederlandse ontslagrecht onder meer vormgegeven door middel van een preventieve ontslagtoets, de vereisten van redelijke gronden en herplaatsing voor ontslag, opzegverboden, opzegtermijnen en verscheidene ontslagvergoedingen.

### Historie: Wet werk en zekerheid en Wet Arbeidsmarkt in Balans
Met inwerkingtreding van de Wet werk en zekerheid ("WWZ") op 1 juli 2015 is het Nederlandse ontslagrecht ingrijpend gewijzigd. De WWZ beoogt de ontslagkosten voor werkgevers terug te dringen, onder andere door te hoge ontslagvergoedingen te voorkomen en het stelsel eenvoudiger, sneller en eerlijker (door de vergoedingen onafhankelijk te maken van de ontslagroute en van het soort contract) te maken. Ook moest het nieuwe ontslagstelsel zich meer richten op het vinden van een nieuwe baan.
Met de invoering van de WWZ is het Buitengewoon Besluit Arbeidsverhoudingen 1945 ("BBA 1945") vervallen. Het ontslagrecht is nu in Boek 7 BW, Titel 10, afdeling 9 en daarop gebaseerde nadere regelgeving geconcentreerd. Ontslagen die verband houden met bedrijfseconomische omstandigheden of na langdurige arbeidsongeschiktheid worden in eerste instantie vooraf getoetst door het UWV. Voorgenomen ontslagen vanwege vermeend disfunctioneren, verwijtbaar handelen of nalaten van de werknemer, andere in de persoon van de werknemer gelegen redenen of vanwege een verstoorde arbeidsverhouding, worden getoetst door de kantonrechter. 
Een werknemer die schriftelijk instemt met ontslag kan dit binnen veertien dagen schriftelijk herroepen, zonder opgaaf van redenen. Verder kreeg in beginsel iedere werknemer bij onvrijwillig ontslag recht op een transitievergoeding.
Op 1 januari 2020 is de Wet Arbeidsmarkt in Balans ("WAB") in werking getreden. In veel opzichten kan de WAB als ‘reparatiewet’ van de WWZ worden gezien op het terrein van het ontslagrecht. Zo kregen werknemers vanaf aanvang van het dienstverband aanspraak op een transitievergoeding (in plaats van na 24 maanden), introduceerde de WAB een extra ontslaggrond, de zogenoemde ‘i-grond’ en werd de ketenregeling verruimd (van twee jaar naar drie jaar). Ook kregen oproepkrachten meer bescherming en werd via WW-premiedifferentiatie een financiële prikkel geïntroduceerd om meer vaste contracten te sluiten.

### Preventieve ontslagtoets
Een belangrijk (en redelijk uniek) element van het Nederlands ontslagrecht is de preventieve ontslagtoets. Daarmee wordt bedoeld dat een rechter of bestuurlijke instantie in de meeste gevallen niet achteraf, maar vooraf toetst of een ontslag voldoet aan de wettelijke vereisten daarvoor. 
Tot 1 juli 2015 gold een algeheel ontslagverbod voor werkgevers. Er kon niet worden opgezegd zonder voorafgaande toestemming van een derde. Sinds 1 juli 2015 is dit uitgangspunt losgelaten en kan in beginsel altijd worden opgezegd met instemming van de werknemer. Zonder instemming van de werknemer kan worden opgezegd indien toestemming is verleend door het UWV, dan wel indien de preventieve ontslagtoets niet geldt. 
Er zijn ook uitzonderingen op de preventieve ontslagtoets. De preventieve ontslagtoets geldt niet altijd (situationele uitsluiting) en niet voor iedereen (categoriale uitsluiting). De bekendste situationele uitsluitingen zijn het ontslag op staande voet en het proeftijdontslag. De bekendste categoriale uitsluitingen op de preventieve ontslagtoets zijn statutair bestuurders en geestelijken.

### Ontslaggronden
Het Nederlandse arbeidsrecht kent een zogeheten gesloten stelsel van het ontslagrecht. Er zijn voor de werkgever negen verschillende redelijke gronden mogelijk om een werknemer onvrijwillig te ontslaan, die sinds 1 juli 2015 en 1 januari 2020 (i-grond) limitatief zijn opgesomd in artikel 7:669 lid 1 en 3, onderdelen a t/m i BW. Deze negen ontslaggronden zijn:
- Bedrijfseconomisch ontslag (a-grond);
- Langdurige arbeidsongeschiktheid (b-grond);
- Frequent ziekteverzuim (c-grond);
- Disfunctioneren (d-grond);
- Verwijtbaar handelen of nalaten (e-grond);
- Werkweigering wegens gewetensbezwaar (f-grond);
- Verstoorde arbeidsverhouding (g-grond);
- Ontslag wegens een restgrond (h-grond); en
- De cumulatiegrond (i-grond); sinds 1 januari 2020 mogelijk om de gronden c, d, e, g en h te combineren

Deze ontslaggronden hebben betrekking op de opzegging en ontbinding van arbeidsovereenkomsten. Ze zien niet op een einde van rechtswege of een ontslag met wederzijds goedvinden.

### Herplaatsing
Naast een ontslaggrond vereist een ontslag op initiatief van de werkgever bij elke opzegging en ontbinding dat herplaatsing van de werknemer binnen een redelijke termijn, al dan niet met behulp van scholing, in een andere passende functie niet mogelijk is of niet in de rede ligt. Onder een passende functie wordt verstaan een functie die aansluit bij de opleiding, ervaring en capaciteiten van een werknemer (of waarvoor hij binnen een redelijke termijn met behulp van scholing geschikt zal kunnen zijn). Dit is nader uitgewerkt in art. 9 Ontslagregeling. In de regel zal het hierbij gaan om functies die aansluiten bij het niveau van de werkzaamheden die een werknemer verricht, maar dat hoeft niet het geval te zijn. 
Deze ‘herplaatsingsplicht’ geldt voor alle ontslaggronden, met uitzondering van de zogenoemde ‘e-grond’ (verwijtbaar handelen of nalaten van de werknemer) en ten aanzien van de werknemer die een geestelijk ambt bekleedt (lid 2).

### Opzegverboden en opzegtermijnen
In de meeste gevallen dient een werkgever voor onvrijwillig ontslag van een werknemer een opzegtermijn in acht te nemen. Deze is opgenomen in artikel 7:672 BW, een CAO of de arbeidsovereenkomst.
In sommige gevallen is ontslag van een werknemer in het geheel niet mogelijk, omdat er een opzegverbod geldt. De bekendste opzegverboden zijn het opzegverbod wegens ziekte, het opzegverbod gedurende zwangerschap en het zwangerschaps- of bevallingsverlof, en de opzegverboden wegens lidmaatschap van een ondernemingsraad of vakbond.

### Ontslagvergoedingen

#### Transitievergoeding
In beginsel heeft iedere werknemer bij onvrijwillig ontslag een wettelijk recht op een transitievergoeding. Daarbij is niet relevant of de betreffende rechtsverhouding een arbeidsovereenkomst voor bepaalde of onbepaalde tijd betreft. 
De hoogte van de transitievergoeding is afhankelijk van de duur van een dienstverband. De hoofdregel is: ⅓ maandsalaris per dienstjaar of maximaal een jaarsalaris voor mensen die meer verdienen dan € 83.000 per jaar. Er geldt sinds 2020 geen hogere vergoeding meer voor 50-plussers.
Er bestaat geen recht op een transitievergoeding in geval van ernstig verwijtbaar handelen of nalaten van de werknemer, voor pensioengerechtigden, voor werknemers die jonger zijn dan achttien met een 'kleine baan', of in geval van faillissement.

#### Billijke vergoeding
De billijke vergoeding is een aanvullende ontslagvergoeding die op verschillende plaatsen in het ontslagrecht is opgenomen. Er is met name aanleiding een billijke vergoeding toe te kennen als er sprake is van ‘ernstige verwijtbaarheid of nalaten’ aan de zijde van de werkgever (artikel 7:671b lid 9 sub c BW; art. 671c lid 2 sub b BW en artikel 682 BW).